# Castillo de Setefilla
El castillo de Setefilla está situado en el término municipal de Lora del Río (provincia de Sevilla, España). El nombre de Setefilla tiene su origen en un topónimo medieval que debía referirse a la fortaleza musulmana situada en la mesa del mismo nombre.

## Historia
Durante la Edad Media Setefilla fue un importante enclave relacionado con la conquista musulmana, la reconquista y la repoblación consiguiente de la zona, y aparece varias veces citada en los textos de los historiadores de la época. 
Tras la conquista musulmana, la región quedó bajo el control de la tribu bereber de los Banu Layt, quienes fortificaron el castro de Chadfilah o Chant-Fila entre los años 888-912. En el siglo XII el geógrafo Edrisi la menciona con este último nombre, y más tarde, tras la reconquista de la zona por Fernando III en 1243, aparece citada por Alfonso X con el nombre de Septefilia o Siete Fillas, denominación que engloba un área más extensa y que alude a siete sedes o despoblados, uno de los cuales debió constituirlo el propio castillo de Setefilla. La Mesa de Setefilla albergó una población hasta el abandono definitivo del lugar en 1539. Al castillo se accede desde el suroeste, siguiendo un camino del que aún quedan trazas evidentes de pavimento y de un muro perimetral en su lado oriental.

## Descripción
La fortaleza consta de dos recintos murados: en el primero, de mayores dimensiones, se localiza la puerta de entrada, al sur, a través de una torre rectangular que obliga a un acceso en recodo. En el extremo sureste existe otra torre, y en el lado este, más hacia el norte, una tercera. Dentro del primer recinto, en el patio de armas, es visible un aljibe rectangular de pequeñas dimensiones con cubierta abovedada. En el segundo recinto, situado a una cota más alta que el resto, está defendido en su flanco sur por tres torres. La central, de mayores dimensiones y mejor conservada, es la torre del homenaje. El segundo recinto tiene una forma irregular, ya que se adapta al extremo del promontorio sobre el que se asienta el castillo. El patio interior es de dimensiones mucho menores que el patio de armas y en su extremo norte se halla defendido por otra torre, que se localiza sobre una pequeña elevación natural. 
La zona del castillo mejor conservada en general es el muro interior de separación entre los dos recintos. En este sector los lienzos que unen las tres torres son los que conservan las mayores alturas, alcanzando el nivel del camino de ronda. 
La técnica empleada en la construcción del castillo es mixta, combinándose el empleo de la piedra en las partes inferiores de los lienzos y torres, con el recurso del tapial en las partes superiores. Esta técnica constructiva y ciertos detalles arquitectónicos confirman la cronología islámica de la fortaleza.